# Държавен бюджет
Държавният бюджет обхваща всички приходи и разходи на дадено правителство за определен период от време.
Той се съставя по определена процедура, която често започва почти веднага след като е приет предходния бюджет. В началото се определя макрорамката – списък от показатели, с които трябва да бъде съобразен бюджетът. Такива са например валутните курсове (на валутата на държавата спрямо основните валути, с които се работи), лихвените равнища, платежният баланс на страната, размерът на държавния дълг (оттук величината на плащанията по него), ръстът на инфлацията, очакваният икономически растеж.
Правилното съставяне и стриктното изпълнение на бюджета, в съчетание подходяща фискална политика е от решаващо значение за икономическата стабилност на държавата.
Държавните органи често разполагат и с извънбюджетни средства.

## Елементи
Бюджетът се състои от приходна и разходна част.
Приходната част съдържа обикновено три пера: данъчни приходи, неданъчни приходи и други (обикновено безвъзмездни) приходи.
- Данъчни приходи – включват постъпленията от подоходните, корпоративните, косвените данъци, митата и др.
- Неданъчните приходи – включват държавни такси, приватизация, глоби, санкции, наказателни лихви. И ако приходите от приватизация подлежат на планиране, то глоби, санкции и наказателни лихви могат да се пресметнат приблизително с помощта на статистическа информация и трендове.
- Други приходи – тук се записват очаквани безвъзмездно предоставени суми по различни програми.

Разходната част на бюджета се състои от: текущи разходи, капиталови разходи, непредвидени и неотложни разходи.
- Текущи разходи – включващи цялостната издръжка на държавната администрация (заплати, осигуровки, стипендии, поддръжка на материалната база), субсидии, разходи за лихви по държавния дълг.
- Капиталови разходи – включващи придобиване на дълготрайни активи и основен ремонт.
- Непредвидени и неотложни разходи – включва покриване на разходи вследствие на природни бедствия и аварии.

В разходната част се записват и трансферите. Това са преди всичко субсидии предоставяни на общините, за образование, здравеопазване, култура, за издръжка на националните медии, на съдебната власт, за земеделие.
Разликата между приходната и разходната част на държавния бюджет е бюджетното салдо. То може да бъде бюджетен излишък и бюджетен дефицит. Това салдо също се финансира – ако е дефицит, се записват колко и какви средства ще го покрият. Ако салдото е излишък – то финансирането е с отрицателна стойност и най-често представлява плащания за погасителни вноски по държавния дълг.
В държавния бюджет обикновено се формира и дял „Резерв“.

## КФП[1]и ДБ[2]на Република България

### Фискална година
Това е периодът, за който се изготвя и изпълнява един държавен бюджет, и не е задължително тя да съвпада с календарната година. В България, обаче, двете съвпадат.

### Законова уредба
Отношение имат следните закони:
- Закон за устройството на държавния бюджет (ЗУДБ);[3]
- Законите за държавния бюджет по години, утвърждавани от Народното събрание всяка есен (ЗДБ);
- Закон за публичните финанси (ЗПФ);
- Закон за акцизите и данъчните складове (ЗАДС);
- Закон за данъците върху доходите на физическите лица (ЗДДФЛ);
- Закон за корпоративното подоходно облагане (ЗКПО);
- Закон за митниците (ЗМ);
- Закон за безмитната търговия (ЗБТ).

### Бюджетна процедура
Обикновено през късната есен на текущата фискална година се задейства процедурата по приемане на Закон за държавния бюджет за следващата фискална година. Например, през есента на 2019 г. тече процедурата по изготвяне и приемане на държавния бюджет за 2020 г.
Окончателното предложение за такъв бюджет се изготвя от министъра на финансите и след одобрение от МС се внася в деловодството на Народното събрание. След това той трябва да получи одобрението на Бюджетната комисия на НС, а накрая да се гласува и от цялото НС на пленарно заседание. В случай на одобрение, той се обнародва в „Държавен вестник“.

### Устройство на държавния бюджет на РБ
```
                                                              Консолидирана фискална програма
                                                                            │
                                                                            │
                                             ──────────────────────────────────────────────────────────────────
                                             │                              │                                  │
                         ────────────Държавен бюджет────────────     Общински бюджети                     Парабюджети
                         │                   │                 │ 
             Републикански бюджет       Бюджет на НС   Бюджет на съдебната власт
              │                │                        │                     │
          Централен        Бюджет на                  
ВСС
                Съдилища,
          бюджет (МС)      органите                                   следствия и прокуратури
```

Българският държавен бюджет е сложна структура от съставни бюджети със специфични имена, определени от Закона за устройството на държавния бюджет. Трите големи клона са Републиканският бюджет, Бюджетът на Народното събрание и Бюджетът на съдебната власт. Първият включва Централния бюджет (на МС и др.) и бюджетите на органите, а вторият Бюджетът на ВСС и бюджетите на съдилищата, следствията и прокуратурите. Второстепенните, третостепенните и следващите разпоредители с бюджетни кредити разполагат само с бюджетни сметки.
Според Закона за общинските бюджети последните са самостоятелни и отделни от държавния бюджет като израз на фискалната децентрализация, но в Републиканския бюджет обикновено се предвиждат общи субсидии, целеви субсидии и субвенции за общините.
България, като член на Европейския съюз от 2007 г., е задължена да прави и вноски в бюджета на ЕС, което перо се записва в разходната част на държавния бюджет.
Макроикономически бюджет на Република България от 2000 до 2017 г. в млн. лв.
| Фискална година | Приходи (млн. лв.) | Салдо (млн. лв.) |
| --------------- | ------------------ | ---------------- |
| 2000            | 6120,9             | ?                |
| 2002            | 6981,9             | ?                |
| 2003            | 8441,6             | -110,6           |
| 2004            | 10 186,8           | 429,7            |
| 2005            | 11 751,1           | +1333,9          |
| 2006            | 13 521,5           | +1812,9          |
| 2007            | 16 181,4           | +1129,4          |
| 2008            | 18 645,5           | -1636,8          |
| 2009            | 16 614,0           | -844,8           |
| 2010            | 15 299,5           | -1565,9          |
| 2011            | 16 221,7           | -1818,4          |
| 2012            | 17 283,7           | -946,9           |
| 2013            | 17 943,6           | -1122,7          |
| 2014            | 18 200,9           | -2676,9          |
| 2015            | 18 247,6           | -2225,7          |
| 2016            | 20 623,6           | -1787,6          |
| 2017            | 21 932,0           | -864,2           |

### Счетоводна отчетност на КФП и ДБ
Счетоводната отчетност на КФП, и в частност на ДБ, се осъществява съгласно изискванията за водене на бюджетно счетоводство, за чиито цели министърът на финансите утвърждава Единна бюджетна класификация, Сметкоплан на бюджетните организации и допълнителни предписания по специфични въпроси (ДДС, парични средства от ЕС) на методологията. Единен финансов отчет за КФП и ДБ не се изготвя, а отделните институции, които са получатали на средства и разпоредители със средства по него изготвят годишни финансови отчети, които отразяват финансовите отношения както помежду си, така и с данъкоплатците, доставчиците и ЕС. Например, МФ изготвя и обнародва годишен финансов отчет за своята дейност.